# Становое (Калужская область)
Станово́е — деревня в Износковском районе Калужской области Российской Федерации. Входит в состав сельского поселения «Село Шанский Завод».

## Этимология
Название происходит от народного термина «стан», который означает «почтовая станция, лесная избушка, удалённый и уединённый поселок рыбаков или охотников».

## География
Находится в пределах Смоленско-Московской возвышенности Русской равнины, на левом берегу реки Шаня, в ~ 90 километрах от областного центра — города Калуги, и в ~ 26 км от районного центра — села Износки. Ближайшие населённые пункты: село Шанский Завод (~ 2,2 км), деревня Шевнево (~ 1,0 км).

## История
В первой половине XVIII века купцы Мосоловы испросили разрешение на постройку молотовых амбаров и домны близ деревни Становой, в Кузовской волости, Дубцовском (Тупцовском) стане.
1782 год: Деревня Становое (тогда Становая) относится к Кузовской волости Медынского уезда Калужского наместничества и принадлежит вдове графа Александра Ивановича Шувалова — графине Екатерине Шуваловой (1718—1790), урождённой Костюриной

## Инфраструктура
Личное подсобное хозяйство с зоной сельскохозяйственного использования, индивидуальная застройка усадебного типа.

## Транспорт
Деревня доступна автотранспортом.  